# Caso distributivo-temporal
El caso distributivo-temporal es un caso gramatical que específica cuándo y con qué frecuencia se hace algo, el cual aparece en húngaro y finés.

## En húngaro
Este caso (-nta/-nte) en húngaro puede expresar con qué frecuencia ocurre algo (por ejemplo, havonta "mensualmente", naponta "diariamente", telente "todos los inviernos", reggelente "todas las mañanas"); puede alternar con el caso distributivo en palabras de significado temporal.

## En finés
Este tipo de adverbio en finés puede expresar que algo sucede en un punto frecuente en el tiempo (p. ej., "los domingos" es sunnuntaisin ), o un origen (p. ej., "nacido en" es syntyisin ). Está restringido a un pequeño número de adverbios y sustantivos, principalmente aquellos con el plural formado con un sufijo -i- . La terminación es -sin . Por ejemplo, la raíz päivä (día) tiene el plural päivi- y, por lo tanto, el distributivo-temporal päivisin ("durante los días").
El caso distributivo-temporal específica cuándo se hace algo, en contraste con el caso distributivo , que específica con qué frecuencia se hace algo, como en el mantenimiento regular. Estas oraciones son un buen ejemplo: Siivoan päivisin vs. Siivoan päivittäin . El primero (temp. dist.) significa "yo limpio de día", lo que implica que la limpieza se realiza durante el día, mientras que el segundo (dist.) significa "yo limpio a diario", lo que implica que no hay día sin limpieza.
Si el plural tiene otra forma que no sea -i- , se usa joka (cada uno) o el caso esivo . Por ejemplo, uusi vuosi (Año Nuevo) es joka uusi vuosi o uusina vuosina , respectivamente.